# Quinta das Lágrimas

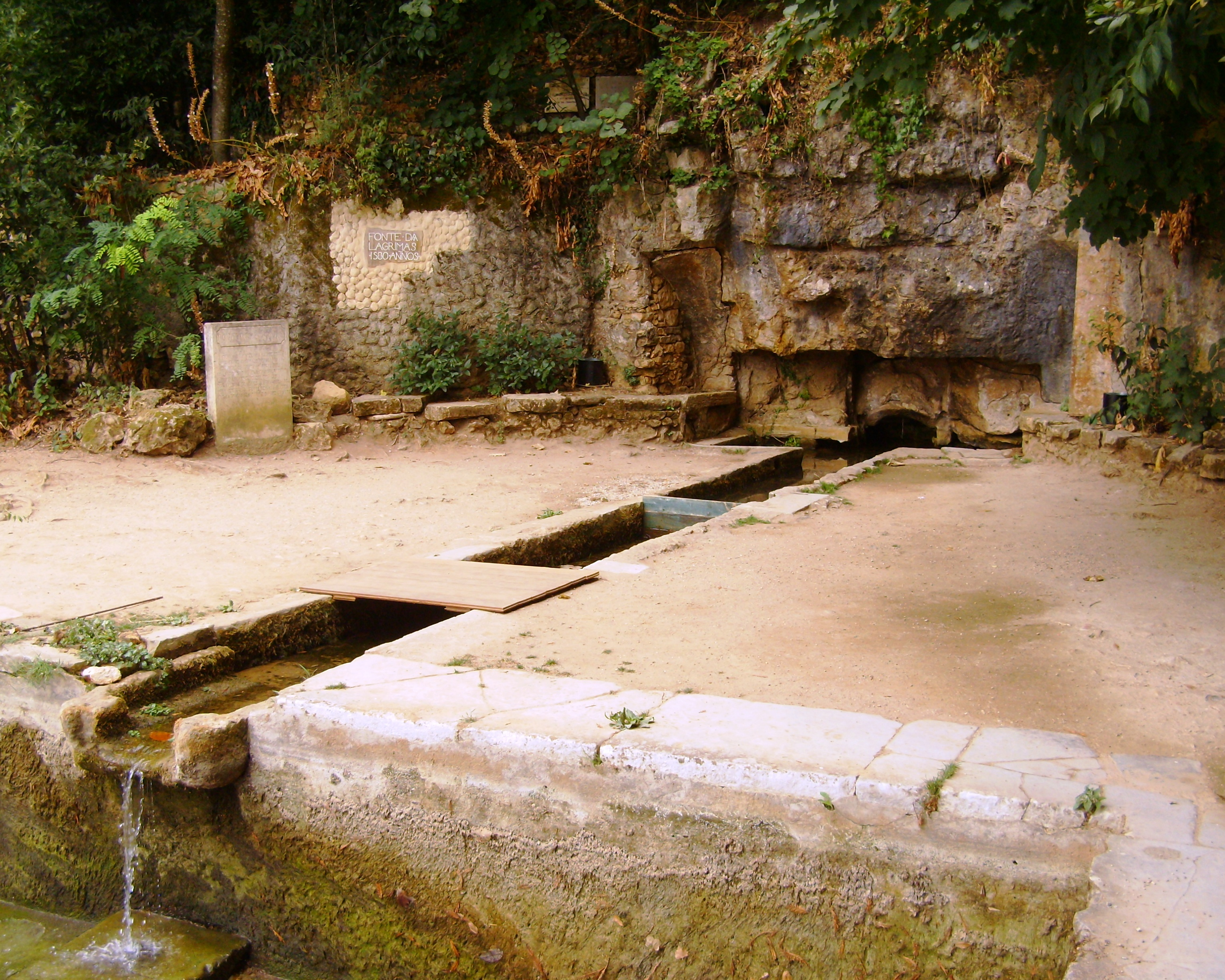
Quinta das Lágrimas: Die Quelle der Tränen (Fonte das Lágrimas)

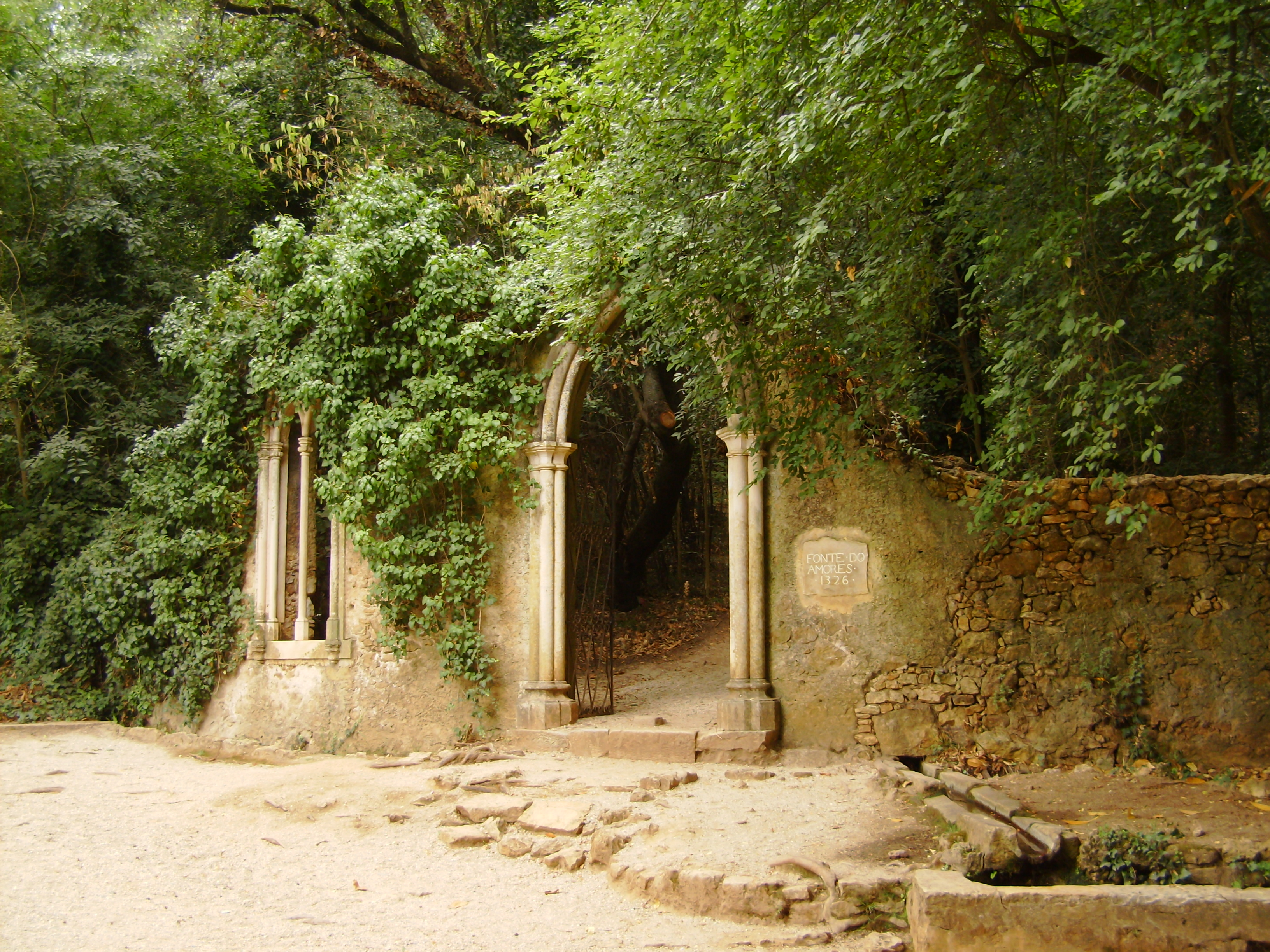
Quinta das Lágrimas: neogotische Ruine mit Fenster und Portal zur Fonte dos Amores

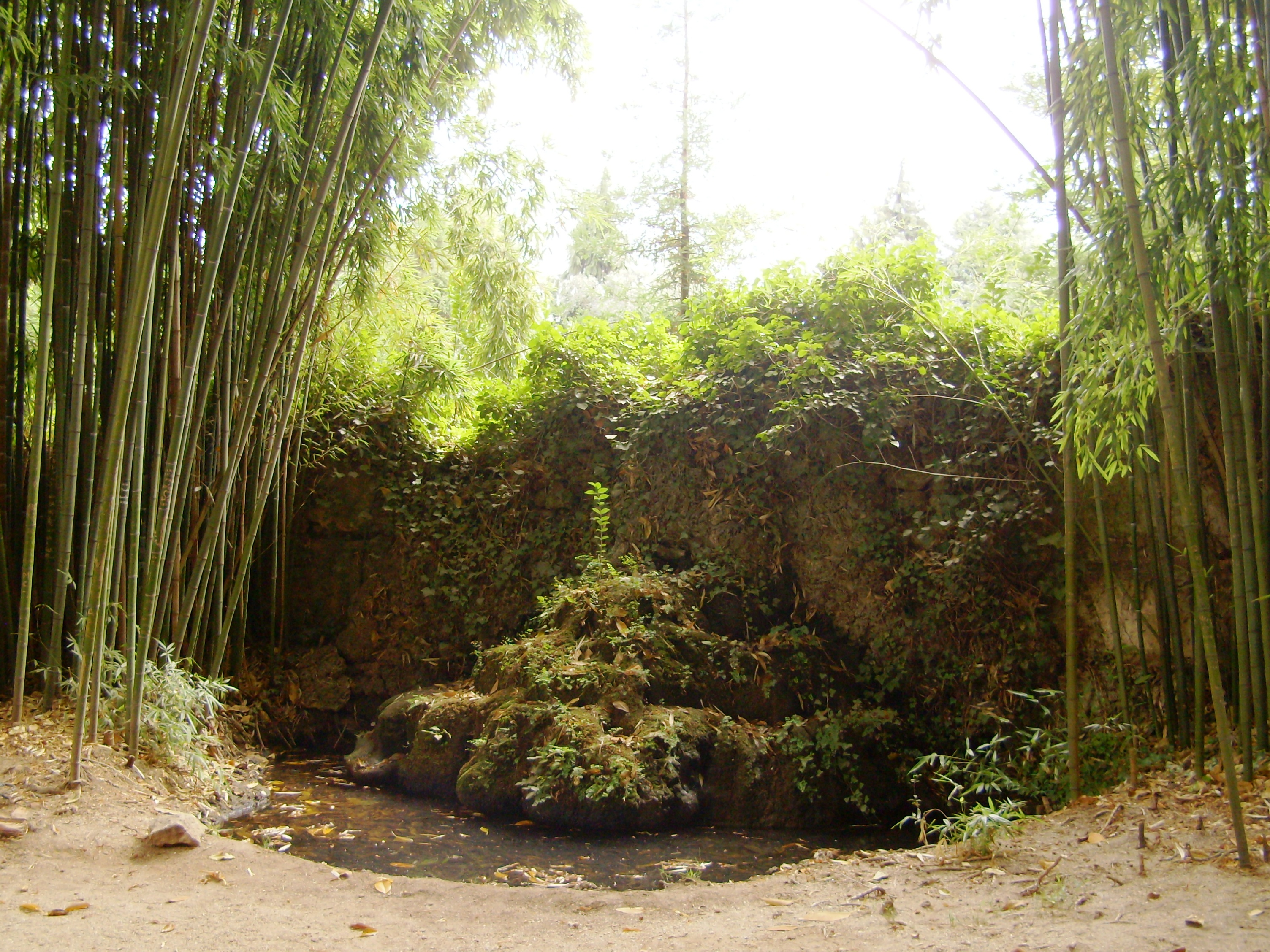
Quinta das lágrimas: Fonte dos Amores (Quelle der Liebe)

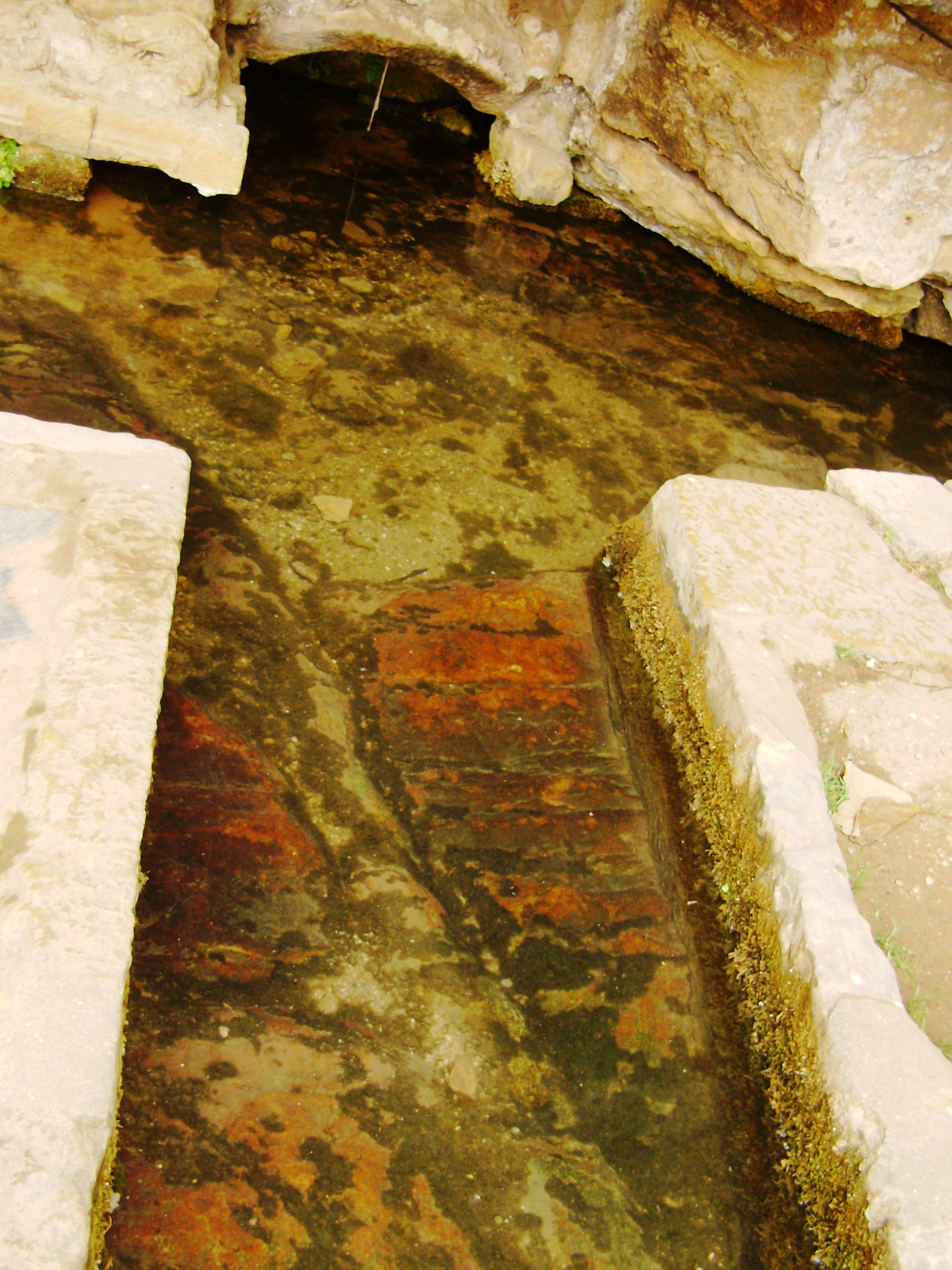
Die legendären 'Blutspuren' der Inês de Castro auf dem Grunde der Fonte das Lágrimas

Die Quinta das Lágrimas (portugiesisch:ˈkĩtɐ dɐʒ ˈlaɡɾimɐʃ ; „Villa der Tränen“) ist ein ca. 18 Hektar großes Anwesen um einen ehemaligen Palast in Coimbra, Portugal. Auf dem legendenumwobenen Areal befinden sich unter anderem zwei berühmte Quellen: die Fonte das Lágrimas (Quelle der Tränen) und die Fonte dos Amores (Quelle der Liebe). Der ehemalige Palast wurde 1995 in ein Luxushotel umgebaut. Seit 1977 ist der vor 1825 von Miguel Osório Cabral e Castro angelegte Garten mit den Quellen der Öffentlichkeit zugänglich und seit 29. September 1977 als Monument von öffentlichem Interesse eingetragen.

## Legende
Der Name Quinta das Lágrimas (Quinta der Tränen) leitet sich von der berühmten Legende der romantisch-tragischen Liebe des portugiesischen Kronprinzen Dom Pedro zu der aus Galicien stammenden Hofdame Inês de Castro ab. Pedro verliebte sich in die wunderschöne Inês, welche 1339 als Kammerzofe im Gefolge seiner ihm versprochenen Braut Constança Manuel von Kastilien nach Coimbra kam. Die heimliche Liebesgeschichte von Pedro und Inês soll sich hier in der Quinta abgespielt haben, weshalb die eine Quelle als Fonte dos Amores – Quelle der Liebe – bezeichnet wird. Das Liebespaar zog sich jedoch den Unmut und das Misstrauen von Pedros Vater, König Alfons IV. zu, welcher Inês zunächst 1344 des Landes verwies und am 7. Januar 1355 durch drei Höflinge ermorden ließ. Diese Tat soll sich bei der zweiten Quelle ereignet haben, die man Fonte das Lágrimas – Quelle der Tränen – nennt.
Laut einer weiteren Legende, die der portugiesische Nationaldichter Luís de Camões in seinem 1572 gedruckten Epos Die Lusiaden beschreibt, speist sich die Quelle aus den Tränen der Nixen des angrenzenden Flusses Mondego, welche den Tod der Inês de Castro „lange Zeit beweinten“ und „in ewiger Erinnerung die geweinten Tränen in eine reine Quelle verwandelten“; so habe man die Quelle „nach der Liebe der Inês benannt“:

„Siehe, welch frische Quelle die Blumen gießt,

und wie die Tränen Wasser sind, und der Name Liebe.“

„As filhas do Mondego, a morte escura

Longo tempo chorando memoraram

E por memória eterna em fonte pura

As Lágrimas choradas transformaram

O nome lhe puseram que ainda dura

Dos amores de Inês que ali passaram

Vede que fresca fonte rega as flores

Que as Lágrimas são água e o nome amores“

Am Grund der kleinen Quelle sind blutrote Flecken zu sehen, welche vom Blut der ermordeten Inês stammen sollen. Der Legende nach soll ihr Geist noch heute über das Anwesen streifen, auf der Suche nach ihrer großen Liebe Dom Pedro.

## Geschichte
Ursprünglich hieß das Gebiet Quinta do Pombal und diente seit mindestens dem 14. Jahrhundert der portugiesischen Königsfamilie als Jagdgebiet. Das älteste erhaltene Dokument besagt, dass die Heilige Isabella von Aragon, Königin von Portugal und Großmutter von Dom Pedro I., das Gebiet 1326 kaufte, nachdem sie mit Erlaubnis von Papst Clemens V. vom 10. April 1314 in der Nähe das Kloster von Santa Clara-a-Velha neu begründet hatte. Isabella ließ einen Kanal anlegen, um das Wasser der beiden Quellen zum Kloster zu leiten.
In späterer Zeit ging das Gebiet in den Besitz der Universität Coimbra über. 1650 wurde es mit einer Mauer eingefriedet und die Hänge und Wege angelegt, außerdem wurde ein großes Reservoir gebaut, das das Wasser der Fonte das Lágrimas aufnahm und einer Olivenölmühle zuleitete. 1730 wurde die Quinta von der Familie Osório Cabral de Castro erworben, die dort einen Palast erbauen ließ.
1808 und 1813 war der Herzog von Wellington – der Kommandant der portugiesisch-britischen Truppen, die das Land gegen die Streitkräfte Napoleons verteidigten – zu Gast bei seinem Flügeladjutanten Antonio Maria Osório Cabral de Castro und dessen Familie. Er pflanzte zwei Küstenmammutbäume (Sequoia sempervirens) im Park in der Nähe der Fonte dos Amores. Er ließ dort auch einen Gedenkstein mit der berühmten Strophe aus den Lusiaden des Luís de Camões errichten, in der dieser die Geschichte von Dom Pedro und Inês de Castro in der Quinta das Lágrimas ansiedelte.
Im 19. Jahrhundert gab es mehrere Besuche des portugiesischen Königshauses, insbesondere von Michael I. von Portugal (1828–1834) und vom Kaiser Brasiliens Dom Pedro II. (1872).

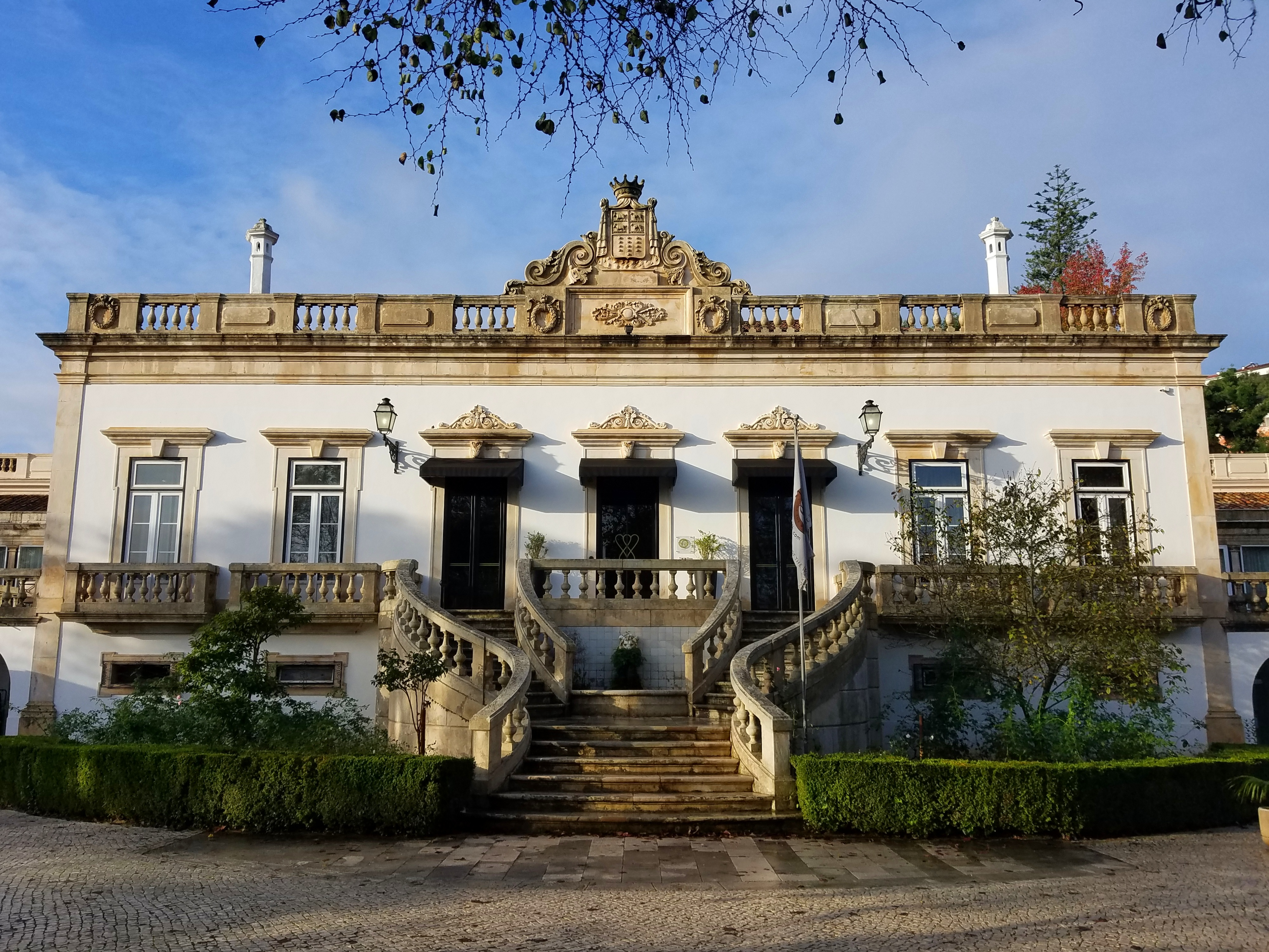
Fassade des heutigen Palasthotels (2019)

Der spätbarocke Palast wurde 1879 durch einen Brand zerstört. Man ließ danach ein neues Landhaus im Stile eines traditionellen portugiesischen Solar errichten, mit Bibliothek und Kapelle. Im Bereich um den Palast sind noch Reste älterer Gebäude erhalten. 1995 eröffnete man das Hotel Quinta das Lágrimas, das als eines der Besten in ganz Portugal gilt. Das dazugehörige Restaurant wurde vom französischen Restaurantführer Michelin mit einem Stern ausgezeichnet.

## Pflanzenbestand im Park
Um 1825 wurde von Miguel Osório Cabral de Castro ein Park im romantischen Stil angelegt, mit einem See und vielen exotischen Gehölzen. Im historischen Teil des Gartens befindet sich der seltenste Baum des Parks, eine Stachlige Steineibe (Podocarpus spinulosus), daneben steht eine weitere wichtige Spezies, der Krausblättrige Klebsamen (Pittosporum undulatum). Die Fonte dos Amores wird von der Krone eines monumentalen Australischen Banyan (Ficus macrophylla) beschirmt. Der Weg zur Fonte das Lágrimas führt über die Wurzeln der beiden Küstenmammutbäume (Seqouia sempervirens), die Lord Wellington anpflanzen ließ. Dann folgen Chinesische Fächerpalmen (Livistonia chinensis) und Myrobalanen (Terminalia arjuna). Weiterhin finden sich eine Sammlung von Araukarien (z. B. eine Queensland-Araukarie Araucaria bidwilli), Kampferbäume (Cinnamomum camphora), dazu zwei Arten von Zedern, nämlich die Himalaya-Zeder (Cedrus deodara) und die Atlas-Zeder (Cedrus atlantica).
Das gesamte Gebiet der Quinta samt Palast wurde in den 1980er und 1990er Jahren durch den Landschaftsarchitekten José Maria Caldeira Cabral (*26.10.1908 in Lissabon ; † 10.11.1992 in Coimbra) renoviert. Er ist für die Öffentlichkeit zugänglich.